# Stefan Attefall
Jan Stefan Attefall, ursprungligen Lindström, född 21 augusti 1960 i Lycksele församling i Västerbottens län, är en svensk ämbetsman och politiker (kristdemokrat).
Han var Sveriges civil- och bostadsminister åren 2010–2014 i regeringen Reinfeldt. Som bostadsminister var han med om att införa de bygglovbefriade attefallshusen, som fick sitt namn efter honom.
Sedan 20 april 2023 är Stefan Attefall landshövding i Uppsala län. 

## Biografi
Attefall är son till båtbyggaren Konrad Lindström och antog modern Solveigs efternamn Attefall som vuxen. Han har avlagt filosofie kandidatexamen i statskunskap och nationalekonomi vid Umeå universitet. 
Attefall gick i tonåren med i KDS (nuvarande Kristdemokraterna) och fick snart politiska uppdrag. Attefall var förbundsordförande för Kristdemokratiska Ungdomsförbundet 1986–1989 och chefredaktör för Kristdemokraten 1989–1991 och 1995–1998.
Han var riksdagsledamot 1991–1994 och åter 1998–2010. Sedan 2006 tillhörde han Jönköpings läns valkrets efter att ha flyttat till Jönköping. Han var 2002–2010 gruppledare i riksdagen för sitt parti och var 2006–2010 ordförande i Finansutskottet. Han var tidigare ledamot av Finansutskottet 1991–1994 samt Arbetsmarknadsutskottet 1998–2006. Han har även varit ledamot av riksdagens valberedning samt Krigsdelegationen. Han var Sveriges civil- och bostadsminister åren 2010–2014. I valet 2014 förlorade han sin riksdagsplats efter att Andreas Carlson fått fler personkryss.
Attefall var ledamot i Kristdemokraternas partistyrelse 2001–2015. Han var under åren 2004–2010 ledamot i styrelsen för Högskolan i Jönköping. Efter statsrådstiden var han 2014–2018 ersättare i riksbanksfullmäktige och 2015–2019 ordförande för det kommunala bostadsbolaget Vätterhem i Jönköping. Han var 2017–2023 ordförande i styrelsen för det kristdemokratiska idéinstitutet Civitas, 2017–2023 ordförande i RIO, Rörelsefolkhögskolornas intresseorganisation, och 2018–2023 ledamot i Mediestödsnämnden. Han är sedan 2018 ledamot i Bibelfondens styrelse. 
Attefall är sedan 20 april 2023 landshövding i Uppsala län. Förordnandet sträcker sig till 2029.

### Familj
Attefall gifte sig 1986 med psykologen Karin Hansson (född 1958). De skilde sig senare. Han är sedan 1996 gift med journalisten Cecilia Hjorth Attefall (född 1967), som är ordförande i Studieförbundet Bilda. De har tre vuxna barn tillsammans, en son och två döttrar.
Attefalls bror Anders Sellström är även han kristdemokratisk politiker. De var 2010–2014 invalda i riksdagen samtidigt.